# Iqtá
El iqtá era una institución del mundo musulmán que consistía en la concesión, a largo plazo o perpetua, de los ingresos de una determinada propiedad, a cambio de los servicios prestados. El iqtadar, por lo general un jefe militar, era el titular de la cesión, y era el encargado de mantener los sistemas de regadío, defender el territorio y recaudar impuestos, pero, a diferencia de lo que ocurría en los señoríos y feudos, no tenía autoridad sobre los habitantes. El cedente era el Estado, que podía revocar la donación en cualquier momento.
El usufructuario de un iqtá podía venderlo o legarlo a sus hijos. El sistema creó una sociedad de pequeños terratenientes, en la que la inexistencia del derecho de primogenitura impidió la formación de grandes señoríos.

## Ámbito territorial
Estuvo vigente en los califatos omeyas de Damasco y Córdoba, abasí y fatimí, en las dinastías búyida, selyúcidas y ayubí, en los imperios otomano y mongol y el Iljanato, y en general en todas las naciones medievales musulmanas, incluidas las del África subsahariana.

## Ámbito legal
En el mundo islámico, por motivos religiosos, apenas existía la propiedad privada de la tierra, sino que era comunal y se cedía en usufructo perpetuo (qatiá) a musulmanes dispuestos a cultivarla pagando la limosna legal (zakat), el 2,5 % de los ingresos anuales. En donde había anteriores propietarios no musulmanes, estos podían mantener sus tierras tanto si habían pactado su rendición como si no, eran los protegidos (dimmies) y podían trabajar, comprar, vender y legar sus parcelas, pagando un impuesto territorial (jarach) y otro personal (yizia).
El califa Omar decidió utilizar el resto de las tierras conquistadas para conceder pequeñas propiedades a los combatientes, como forma de pago. Eran las llamadas qatai (plural: qatayun), antecedentes del iqtá.

"Hagan que quienes detentan un iqtá sepan que ellos no tienen ninguna autoridad sobre los súbditos fuera de percibir el monto de impuestos que les ha sido asignado, de una manera civilizada; una vez que ellos cumplan esta obligación tendrán seguridad para sus personas, dinero, esposas, hijos, bienes muebles y propiedades. Y el muqti no tendrá nada que reclamarles.
Cualquier muqti que actúe de modo contrario debe ser detenido, retirado de su iqtá y castigado para advertencia de otros. Hagan que el muqti sepa que el reino y los súbditos, en realidad, pertenecen al sultán."
visir Nizam al Mulk.

## Iqtá en Al-Ándalus
Abderramán I impuso en el Emirato de Córdoba la fiscalidad musulmana:
Las tierras conquistadas eran propiedad de la comunidad de creyentes, y su administración correspondía al imán, que seleccionaba su parte del botín. Del resto, cuatro quintas partes eran para repartir entre los combatientes y el resto para el tesoro.
Realizó el reparto siguiendo las infraestructuras existentes, considerando como unidad fiscal la alquería (al-qarya) para repartirla como iqtá entre los guerreros que vinieron desde Siria con él (yund), que debían enviar al tesoro las dos terceras partes de lo recaudado en la alquería.
Los árabes establecidos antes de su llegada (baladíes) conservaron sus tierras, con la obligación de pagar un impuesto, ushr además del zakat. Los propietarios cristianos o judíos también conservaron las suyas pagando el jarach, que era determinado por el imán y cuya cuantía era mayor que el ushr.

### Citas
1. ↑  Arsuaga y Rodríguez: op. cit., Glosario.
2. 1 2 3 4  Espeja: op. cit.
3. ↑  Boutruche: op. cit., pág 237.
4. ↑   Abboud-Haggar: op. cit. pág. 4.
5. ↑  Abboud-Haggar: op. cit. pág. 5.
6. ↑   Abboud-Haggar: op. cit. pág. 16.